# Paradise (Danmark, sæson 1)
Paradise 2022 (sæson 1) bliver sendt i foråret 2022. Den danske udgave af Paradise Hotel bliver sendt på Viaplay og Pluto TV. I den nye udgave ville skaberne sætte mindre fokus på kønsroller og kaldte i stedet programmet for Paradise. Dog holdt ændringerne kun 2 sæsoner, og Viaplay indrømmede, at de havde lavet en fejl. I 2023 vendte den oprindelige form tilbage i Paradise Hotel sæson 19.
- Værter: Olivia Salo og Emil Olsen
- Vindere: Zilas (250.000 kr.) og Louise (250.000 kr.)
- Finalister: Sidsel (0 kr.) og Kathrine (0 kr.)
- Jury: Sofie, Anders, Gustav, Kim, Kristian, Puk og Titania
- Sæsonpræmiere: 24 maj 2022
- Sæsonens Paradise-Personlighed: Sidsel Juel Ildvad
- Vinder af mindre beløb: Melichiya (10.000 kr.)
- Antal afsnit: 39
- Antal deltagere: 20

## Deltagere
| Navn                              | Alder | Tjekket ind | Tjekket ud | Fra           | Grund til udtjekning |
| --------------------------------- | ----- | ----------- | ---------- | ------------- | --- |
| Zilas Mølgaard Gregersen          | 20    | Ep 1        | VINDER     | Valby         | |
| Louise Hjort Danielsen            | 30    | Ep 1        | VINDER     | Odense        | |
| Sidsel Juel Ildvad                | 26    | Ep 1        | Finalen    | Aarhus        | |
| Kathrine Foged Von Haven          | 24    | Ep 9        | Finalen    | København     | |
| Sofie Louise Palm, (Jury)         | 21    | Ep 20       | Ep 39      | Amagerbro     | Fik ingen partner, da hun, Sidsel Juel Ildvad og Kathrine Foged Von Haven skulle danne et finalepar                                                                                                   |
| Anders Theodor Dahl Wium, (Jury)  | 20    | Ep 29       | Ep 39      | København     | Fik det lavest rangerende CV af de andre deltagere, og skulle dermed forlade Paradise |
| Gustav Lauritsen, (Jury)          | 23    | Ep 1        | Ep 38      | Slagelse      | Røg ud efter elimineringsspil |
| Kim R. Andersen, (Jury)           | 29    | Ep 21, 33   | Ep 28, 38  | Holbæk        | Ep 28: Stemt ud af de øvrige deltagere til plastikceremoni til fordel for Louise Hjort Danielsen og Sejr Bek Ep 38: Stemt ud af de andre deltagere til fordel for Anders Theodor Dahl Wium            |
| Kristian Tingager, (Jury)         | 22    | Ep 15       | Ep 37      | Roskilde      | Stemt ud af Kim R. Andersen og Anders Theodor Dahl Wium til fordel for Kathrine Foged Von Haven, Gustav Lauritsen og Sofie Louise Palm                                                                |
| Puk Espersen, (Jury)              | 33    | Ep 26       | Ep 36      | Silkeborg     | Gulerodsceremoni, valgt fra af Kim R. Andersen til fordel for Sofie Louise Palm |
| Sejr Bek                          | 24    | Ep 1        | Ep 35      | Frederiksberg | Gulerodsceremoni, stemt ud af 4 af de 7 øvrige deltagere til fordel for Kim R. Andersen |
| Titania Iversen, (Jury)           | 22    | Ep 8        | Ep 32      | Frederiksberg | Klarede ikke sin mission til krystalpartnerceremonien |
| Mathias Krause                    | 26    | Ep 1, 27    | Ep 20, 28  | Hvidovre      | Ep 20: Partnerceremoni, valgt fra af Sidsel Juel Ildvad til fordel for Kristian Tingager Ep 28: Stemt ud af de øvrige deltagere til plastikceremoni til fordel for Louise Hjort Danielsen og Sejr Bek |
| Damien Smith                      | 21    | Ep 1        | Ep 24      | Odense        | Partnerceremoni, valgt fra af Louise Hjort Danielsen til fordel for Sejr Bek |
| Lisa Elkjer                       | 20    | Ep 13       | Ep 16      | Frederiksberg | Partnerceremoni, valgt fra af Zilas Mølgaard Gregersen til fordel for Damien Smith |
| Mathias Krabbe                    | 23    | Ep 8        | Ep 15      | København     | Åbnede ikke spåkuglen som hans billede lå i, og skulle derfor forlade hotellet |
| Sarah Al                          | 21    | Ep 5        | Ep 12      | København     | Partnerceremoni, valgt fra af Louise Hjort Danielsen til fordel for Zilas Mølgaard Gregersen |
| Rasmus Ganzhorn                   | 23    | Ep 1        | Ep 8       | Nørre Aaby    | Partnerceremoni, valgt fra af Mathias Krabbe til fordel for Gustav Lauritsen |
| Melichiya Avaniqe Sipeki Ahmadian | 22    | Ep 1        | Ep 7       | Hvidovre      | Stemt ud af Gustav Lauritsen og Sarah Al til fordel for Mathias Krause, Damien Smith og Louise Hjort Danielsen                                                                                        |
| Oliver Møldrup Klinke             | 23    | Ep 1        | Ep 4       | Glostrup      | Partnerceremoni, valgt fra af Louise Hjort Danielsen til fordel for Zilas Mølgaard Gregersen |